# Barém nos Jogos Paralímpicos de Verão de 2020
O Barém participou dos Jogos Paralímpicos de Verão de 2020, que foram realizados na cidade de Tóquio, Japão, entre os dias 24 de agosto a 5 de setembro de 2021. Esta foi sua décima participação consecutiva nas Paralimpíadas de Verão desde 1984.